# 锡马尔
锡马尔（法語：Simard，法語發音：[simaʁ]）是法国索恩-卢瓦尔省的一个市镇，属于卢昂区。

## 地理
锡马尔（46°43'16"N, 5°10'51"E）面积22.12 平方千米，位于法国勃艮第-弗朗什-孔泰大區索恩-卢瓦尔省，该省份为法国中部省份，北起顺时针与科多尔省、汝拉省、安省、罗讷省、卢瓦尔省、阿列省和涅夫勒省接壤。
与锡马尔接壤的市镇（或旧市镇、城区）包括：韦里塞、蒂雷、圣日耳曼迪布瓦、瑞夫。

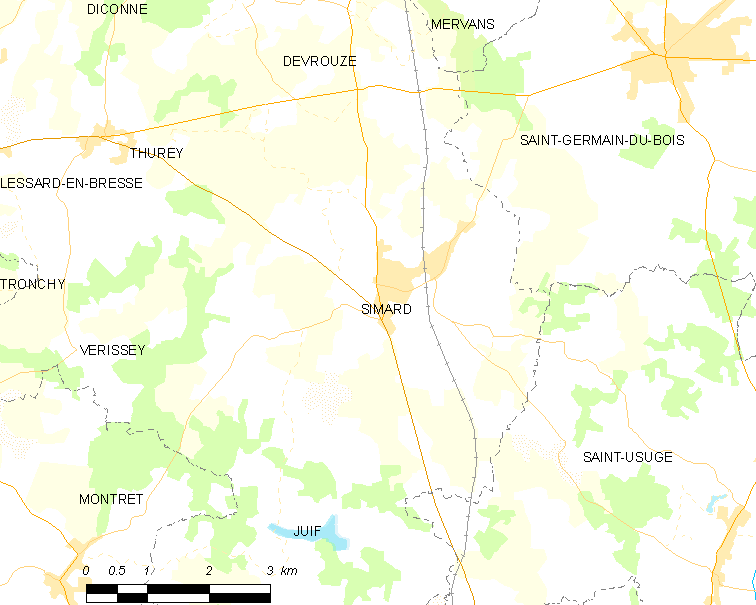
锡马尔的OSM定位图

锡马尔的时区为UTC+01:00、UTC+02:00（夏令时）。

## 行政
锡马尔的邮政编码为71330，INSEE市镇编码为71523。

## 政治
锡马尔所属的省级选区为卢昂县。

## 人口

1962-2008年间锡马尔人口变化图示

锡马尔于2022年1月1日时的人口数量为1175人。